# Овчара Сухопољска
Овчара Сухопољска је бивше насељено место у саставу општине Сухопоље, у славонској Подравини, Република Хрватска.

## Историја
До територијалне организације у Хрватској насеље се налазило у саставу бивше велике општине Вировитица. Насеље је на попису 2001. године укинуто и припојено насељу Сухопоље.

## Становништво
| Националност       | 1991. | 1981. | 1971. | 1961. |
| Срби               | 183   | 196   | 237   | 270   |
| Хрвати             | 157   | 172   | 196   | 199   |
| Југословени        | 25    | 49    | 24    |       |
| остали и непознато | 37    | 12    | 5     | 7     |
| Укупно             | 399   | 429   | 462   | 476   |

| Демографија | Демографија | Демографија |
| Година      | Становника  | Становника  |
| ----------- | ----------- | ----------- |
| 1961.       | 476         |             |
| 1971.       | 462         |             |
| 1981.       | 429         |             |
| 1991.       | 399         |             |

### Попис1991.
На попису становништва 1991. године, насељено место Овчара Сухопољска је имало 399 становника, следећег националног састава:
| Попис 1991.‍  | Попис 1991.‍  | Попис 1991.‍ | Попис 1991.‍ | Попис 1991.‍ |
| ------------ | ------------ | ----------- | ----------- | ----------- |
|              |              |             |             |             |
| Срби         | Срби         |             | 183         | 45,86%      |
| Хрвати       | Хрвати       |             | 154         | 38,59%      |
| Југословени  | Југословени  |             | 25          | 6,26%       |
| Македонци    | Македонци    |             | 4           | 1,00%       |
| Црногорци    | Црногорци    |             | 3           | 0,75%       |
| Немци        | Немци        |             | 2           | 0,50%       |
| Мађари       | Мађари       |             | 1           | 0,25%       |
| остали       | остали       |             | 3           | 0,75%       |
| неопредељени | неопредељени |             | 9           | 2,25%       |
| непознато    | непознато    |             | 15          | 3,75%       |
| укупно: 399  |              |             |             |             |